# Рови (Поморське воєводство)
Ро́ви (пол. Rowy) — село на узбережжі Балтійського моря, у Польщі, у гміні Устка Слупського повіту Поморського воєводства.
Населення — 414 осіб (2011).
Є літнім туристичним курортом (літниськом).
У 1975—1998 роках село належало до Слупського воєводства.

## Демографія
Демографічна структура станом на 31 березня 2011 року:
|          | Загалом | Допрацездатний вік | Працездатний вік | Постпрацездатний вік |
| -------- | ------- | ------------------ | ---------------- | -------------------- |
| Чоловіки | 221     | 45                 | 162              | 14                   |
| Жінки    | 193     | 26                 | 127              | 40                   |
| Разом    | 414     | 71                 | 289              | 54                   |